# Seznam toků povodí Aitry
Toto je Seznam toků povodí Aitry (přítok Jūry) v Litvě.

## Nadřazené vodstvo, řeka
(v závorce řád)
- Atlantský oceán (-2)
- Baltské moře (-1)
- Kurský záliv (-1)
- Němen (0)
- Jūra (1)
- Aitra (2)

## Přímé přítoky Aitry
Přímé přítoky Aitry jsou přítoky Němenu 3. řádu.
- Levé:

| Hydrologické pořadí | Řeka  | Délka (km) | Povodí (km²) | Vzdálenost od ústí (km) | Ústí kde   | Koordináty ústí |
| ------------------- | ----- | ---------- | ------------ | ----------------------- | ---------- | --------------- |
| 16010161            | Laukė | 10,8       | 63,8         | 31,2                    | Eidininkai |                 |
| 16010167            | Gervė | 5,4        | 7,5          | 18,0                    |            |                 |
| 16010168            | Momys | 7,6        | 24,1         | 14,6                    |            |                 |
| 16010171            | A - 1 | 5,0        | 4,1          | 12,1                    |            |                 |
| 16010172            | Ymėžė | 12,2       | 67,5         | 8,4                     |            |                 |

Aitra nemá významnější pravé přítoky. Původní horní tok řeky (pod názvem Aitralė) byl sveden do řeky Pala.

## Přítoky Němenu 4. řádu v povodí Aitry
Tabulka přítoků Němenu 4. řádu v povodí Aitry s méně než čtyřmi přítoky:
| Hydrologické pořadí | Levý /Pravý | Řeka        | Délka (km) | Povodí (km²) | Vzdálenost od ústí (km) | Ústí do | Ústí kde | Koordináty ústí |
| ------------------- | ----------- | ----------- | ---------- | ------------ | ----------------------- | ------- | -------- | --------------- |
| 16010734            | Levý        | Smertupalis | 3,9        | 9,5          | 1,1                     | Momys   |          |                 |

### Přímé přítoky řeky Laukė
Přímé přítoky Laukė jsou přítoky Němenu 4. řádu.
- Nadřazené vodstvo, řeka:

(v závorce řád)
- - Atlantský oceán (-2)
  - Baltské moře (-1)
  - Kurský záliv (-1)
  - Němen (0)
  - Jūra (1)
  - Aitra (2)
  - Laukė (3)
- Pravé:

| Hydrologické pořadí | Řeka      | Délka (km) | Povodí (km²) | Vzdálenost od ústí (km) | Ústí kde | Koordináty ústí |
| ------------------- | --------- | ---------- | ------------ | ----------------------- | -------- | --------------- |
| 16010162            | Lendrupis | 2,2        | 10,0         | 7,7                     |          |                 |
| 16010164            | Gelžupis  | 6,8        | 15,4         | 6,3                     |          |                 |
| 16010165            | Sklinda   | 7,9        | 13,2         | 4,5                     |          |                 |
| 16010166            | Navada    | 7,8        | 11,4         | 2,9                     |          |                 |

Laukė nemá významnější levé přítoky.

### Přímé přítoky řeky Ymėžė
Přímé přítoky Ymėžė jsou přítoky Němenu 4. řádu.
- Nadřazené vodstvo, řeka:

(v závorce řád)
- - Atlantský oceán (-2)
  - Baltské moře (-1)
  - Kurský záliv (-1)
  - Němen (0)
  - Jūra (1)
  - Aitra (2)
  - Ymėžė (3)

- Levé:

| Hydrologické pořadí | Řeka                | Délka (km) | Povodí (km²) | Vzdálenost od ústí (km) | Ústí kde | Koordináty ústí |
| ------------------- | ------------------- | ---------- | ------------ | ----------------------- | -------- | --------------- |
| 16010174            | Nausė neboli Nausis | 2,8        | 4,1          | 4,2                     |          |                 |
| 16010175            | Pašakarnis          | 3,3        | 6,3          | 3,5                     |          |                 |
| 16010177            | Gvelbė              | 4,2        | 8,9          | 2,5                     |          |                 |

- Pravé:

| Hydrologické pořadí | Řeka      | Délka (km) | Povodí (km²) | Vzdálenost od ústí (km) | Ústí kde | Koordináty ústí |
| ------------------- | --------- | ---------- | ------------ | ----------------------- | -------- | --------------- |
| 16010173            | Sarkainis | 3,4        | 6,1          | 6,6                     |          |                 |
| 16010176            | Y - 4     | 3,0        | 1,8          | 3,4                     |          |                 |
| 16010178            | Y - 2     | 3,6        | 2,6          | 2,2                     |          |                 |
| 16010179            | Ližė      | 10,3       | 23,4         | 0,1                     |          |                 |

## Přítoky Němenu 5. řádu v povodí Aitry
Tabulka přítoků Němenu 5. řádu v povodí Aitry:
| Hydrologické pořadí | Levý /Pravý | Řeka     | Délka (km) | Povodí (km²) | Vzdálenost od ústí (km) | Ústí do   | Ústí kde | Koordináty ústí |
| ------------------- | ----------- | -------- | ---------- | ------------ | ----------------------- | --------- | -------- | --------------- |
| 16010163            | Levý        | L - 1    | 3,1        | 5,8          | 0,6                     | Lendrupis |          |                 |
| 16010181            | Levý        | Karčupis | 4,7        | 10,8         | 7,0                     | Ližė      |          |                 |